# Muhammad al-Bâqir
Abû Ja`far Muhammad ben `Alî al-Bâqir (677-733) (أبو جعفر محمد بن علي الباقر) surnommé Bâqir (abréviation de Bâqir al-ʿilm, c'est-à-dire « celui qui fend la connaissance »), est né à Médine. Selon les duodécimains et les ismaéliens, il succéda à son père Ali Zayn al-Abidin comme cinquième imam chiite en 713. Son père était l'arrière-petit-fils de Mahomet et sa mère, Fatima bint Hassan (en), son arrière-petite-fille. Ainsi, il était le premier à être descendant de l’Imam Ali des deux côtés (de Hussein et de Hassan) en plus d’être totalement imprégné de l’environnement éducationnel du Prophète de l’Islam. Selon la plupart des chiites, il est mort empoisonné par Ibrahim ibn al-Walid, neveu de Hicham, le calife omeyyade de l'époque. Il est enterré au cimetière d’al-Baqî aux côtés de son père et de son grand-père Hassan.
C'est une personnalité éminemment respectée par les musulmans sunnites en raison de son érudition et de son travail de juriste à Médine.

## Histoire
Muhammad al-Bâqir était présent lors des évènements de Kerbela en 680.
La succession de Ali Zayn al-Abidin, fut disputée entre deux frères, Muhammad al-Bâqir et Zayd ben `Alî. Le second prétendait que l'on ne peut être imam que si l'on se déclare publiquement, et Muhammad al-Bâqir s'y opposait. Il objecta à son frère que leur père, Ali Zayn al-Abidin, ne s'était pas déclaré publiquement et qu'il n'en avait pas moins été imam.
Finalement les imamites récusèrent Zayd car il avait déclaré reconnaitre la légitimité de l'imamat de `Umar et `Uthman et les a poussés à les honorer comme il se doit, ce que les chiites rigoureux refusent.
Au cours de son règne comme imam, il vit se succéder six califes omeyyades. Son frère Zayd fomenta une révolte contre le pouvoir omeyyade à Koufa. Cette instabilité, combinée avec le fait que de nombreux chiites se rendaient à Médine, donna la possibilité de disséminer la foi chiite dans tout le monde musulman. Les chiites comptèrent alors dans leurs rangs de nombreux et d’illustres savants. 

Son fils, Ja'far al-Sâdiq, lui succéda comme sixième imam.
Le 5e imam était contemporain des califes omeyyades suivants :
- Al-Walid (86-96 AH)
- Sulayman (96-99 AH)
- Omar ibn Abd al-Aziz (99-101 AH), avec qui il était en bons termes, ce qui est assez rare pour être souligné.
- Yazīd II (101-105 AH)
- Hicham (105-125 AH)